# Georg Christian Kröhne
Georg Christian Kröhne (* 3. März 1722 in Blankenhain; † 20. November 1773 in Glauchau) war ein leitender schönburgischer und sächsischer Beamter. Er war bestallter Amtmann des kursächsischen Amtes Zwickau.

## Leben
Der Sohn des Rentverwalters des Amts Tautenburg Johann Georg Kröhne (1696–1768) stand zunächst als Amtmann des schönburgischen Amts Glauchau im Dienst der Grafen von Schönburg auf Forderglauchau. Nach dem Tod von Carl Heinrich Weise 1762 wurde er als dessen Nachfolger kursächsischer Amtmann in Zwickau. Er starb als hochgräflich-schönburgischer Gemeinschaftlicher Regierungs- und Konsistorialdirektor.
Zu seinen literarischen Werken zählte u. a. 1766 ein Aufsatz über die Geschichte des Klosters Remse. Zudem wird eine acht handschriftliche Bände umfassende Urkundensammlung Diplomataria Schoenburgica genannt, die sich in seinem Nachlass befand.
Sein in Zwickau geborener Sohn Christian August Kröhne (1750–1814) wurde Pastor in Beutha bei Hartenstein, später in Altstadt Waldenburg.

## Werke
- Diplomatische Nachricht von dem ehemahls berühmten Geschlechte der Ritter von Remse aus einer Urkunde des 15. Jahrhunderts. In: Altes aus allen Theilen der Geschichte, oder alte Urkunden, alte Briefe, und Nachrichten von alten Büchern, mit Anmerkungen, Chemnitz 1766, S. 618–626 (online).
- Vom Vermächtnüß ritterlicher Rüstung an Lehns- oder Landes-Fürsten, zum Nachtheil derer Schwerdmagen, handelte bey dem, am 5. Martii 1762. zu Arnßhaugk, glücklich erlebten sieben und sechzigsten Geburths-Tage seines geliebtesten Vaters, Herr Johann George Kröhnens, Königl. Pohl. und Churfürstl. Sächßl. Amts-Renth-Verwalthers in nachstehenden Glückwünschungs-Zeilen Georg Christian Kröhne, Amtmann zu Glauchau. Waldenburg 1762 (online).